# Aspidiophorus bibulbosus
Aspidiophorus bibulbosus is een buikharige uit de familie Chaetonotidae. Het dier komt uit het geslacht Aspidiophorus. Aspidiophorus bibulbosus werd in 1979 voor het eerst wetenschappelijk beschreven door Kisielewski. 